# Вятица
Вятица — река в России, протекает в Великолукском районе Псковской области.
Исток реки находится между деревней Гречухино Лычёвской волости и Новоселки Шелковской волости. Устье реки находится в 2,6 км по правому берегу реки Крупица. У деревни Изотино слева впадает река Тысяча. У деревни Садки река протекает через озеро Садковское. Длина реки составляет 23 км.

## Населённые пункты
Ниже Гречухино и Новоселок на реке расположена деревня Першино Лычёвской волости. Далее Садки, Рыжково, Изотино, Никулино, Погорелка, Дубровка Шелковской волости. Ниже деревни Марьинской волости: Токарево и Суховарино.

## Данные водного реестра
По данным государственного водного реестра России относится к Балтийскому бассейновому округу, водохозяйственный участок реки — Ловать и Пола, речной подбассейн реки — Волхов. Относится к речному бассейну реки Нева (включая бассейны рек Онежского и Ладожского озера).
Код объекта в государственном водном реестре — 01040200312102000022820.